# Bonneuil (Charente)
Abzac é uma comuna francesa na região administrativa da Nova Aquitânia, no departamento de Charente. Estende-se por uma área de 13,58 km². Em 2010 a comuna tinha 264 habitantes (densidade: 19,4 hab./km²).